# Harold Washington Cultural Center
El Harold Washington Cultural Center es una instalación de espectáculos ubicada en el histórico vecindario de Bronzeville en el lado sur de Chicago. Llevó el nombre del primer alcalde afroamericano de Chicago, Harold Washington, y se inauguró en agosto de 2004, diez años después de la inauguración inicial. Además del teatro Commonwealth Edison (Com-Ed) con capacidad para 1000 espectadores, el centro ofrece un Centro de recursos de medios digitales. El exconcejal Dorothy Tillman y el cantante Lou Rawls se convirtieron en los abanderados del centro, que costó 19,5 millones de dólares. Originalmente iba a llamarse Centro Cultural Lou Rawls, pero el concejal Tillman cambió el nombre sin decírselo a Rawls. Aunque se considera parte del vecindario de Bronzeville, no es parte del distrito de Chicago Landmark Black Metropolis-Bronzeville que se encuentra en el área comunitaria de Douglas.
El edificio de piedra caliza, que se encuentra en el mismo sitio que un antiguo teatro negro histórico, el Regal ha convertido en objeto de controversia derivada del nepotismo. Después de una fase de construcción marcada por retrasos y sobrecostos, ha tenido un comienzo decepcionante desde el punto de vista financiero y ha sido infrautilizado según muchos estándares. Estas decepciones se relataron en un informe de investigación galardonado.
El centro sufrió una infrautilización que provocó dificultades en la gestión financiera. Después de incumplir con algunos préstamos, el Ayuntamiento de Chicago votó en noviembre de 2010 para que los Colegios de la Ciudad de Chicago se hicieran cargo del Centro y lo usaran para un programa consolidado de Artes Escénicas.

## Harold Washington
Harold Washington era un nativo de Chicago que sirvió 16 años en la Legislatura de Illinois y dos años en la Cámara de Representantes antes de ser elegido para la oficina del alcalde en 1983. Washington obtuvo una licenciatura en 1949 de la Universidad Roosevelt y su título de abogado en 1952 de la Universidad Northwestern. Luego fue admitido en el Colegio de Abogados de Illinois en 1953, después de lo cual ejerció la abogacía en Chicago. Su victoria en la alcaldía animó a los negros de todo el país a registrarse para votar y marcó el fin de la desigualdad racial en la política de Chicago.

## En la actualidad
El centro no ha tenido éxito en la mayoría de las medidas. El centro recibió 800 000 dólares de Commonwealth Edison por los derechos de nombre del teatro durante diez años antes de que abriera el centro. El centro había comenzado originalmente la construcción de lo que se llamaría el Teatro y Centro Cultural Lou Rawls, en 1993 y había aceptado un cheque de 100 000 dólares de la tía de Rawls, Vivian Carter, para ayudar en los esfuerzos de recaudación de fondos, durante una segunda inauguración en 1998. Sin embargo, en 2002, frustrado por lo que debería haberse completado, Rawls se retiró y se distanció del proyecto. Tillman insistió en que los retrasos se debieron a su insistencia en que el proyecto utilice al menos un 70% de contratistas afroamericanos. El plan original de tener un Distrito de Blues alrededor del Centro nunca se materializó.

### Finanzas
El centro perdió casi el doble de dinero de lo que recaudó en su primer año completo de operaciones. Los informes de investigación de Lakefront Outlook muestran que entre el 17 de agosto de 2004 y el 30 de junio de 2005, que marcó su primer año calendario fiscal, el HWCC muestra ingresos por declaraciones de impuestos federales de 678 688 dólares, incluidas subvenciones del gobierno de 25 000 dólares, mientras que sus gastos totalizaron 1 269 514 dólares. Básicamente, ha utilizado todos los 2 millones en donaciones privadas realizadas durante las fases de construcción y recaudación de fondos. A pesar de un pequeño flujo constante de dinero público, Tobacco Road Inc., el administrador sin fines de lucro del centro, ha tenido que refinanciar una de las tres hipotecas sobre la propiedad. La propiedad obtuvo una ganancia de 50 000 dólares en 2006.

### Calendario
Aunque el centro originalmente estaba destinado a ser un centro educativo primero, y luego un centro de entretenimiento, tampoco ha tenido éxito en ninguno de los dos. La programación juvenil ha sido escasa y el calendario de actuaciones ha sido escaso. Como resultado, no ha logrado atraer la cantidad de turismo anticipada al vecindario.

### Toma de posesión de la ciudad
El 1 de noviembre de 2010, un comité del Concejo Municipal de Chicago votó a favor de invertir 1.8 millones de dólares en el Centro y tomar el control del Centro como su principal acreedor prendario para la deuda pendiente. En ese momento, Tobacco Road Inc. estaba en ejecución hipotecaria. El plan requería que el Centro estuviera a cargo de los Colegios de la Ciudad de Chicago. Esto se consideró una forma de proteger la inversión anterior de la ciudad de 8,9 millones de dólares. El concejal Tillman señaló que la medida se realizó sin un tiempo de retroalimentación adecuado y en un momento en que las dificultades financieras de los colegios municipales incluían el cierre de las escuelas de enfermería de los colegios Olive–Harvey y Kennedy–King. Sin embargo, el plan incluía la consolidación de los programas de artes escénicas de City Colleges en el centro. El alcalde Daley señaló que el centro había estado "más de 200 eventos al año por debajo de sus obligaciones de reserva". Se esperaba que los City Colleges usaran el centro para eventos educativos y de entretenimiento.

## Historia

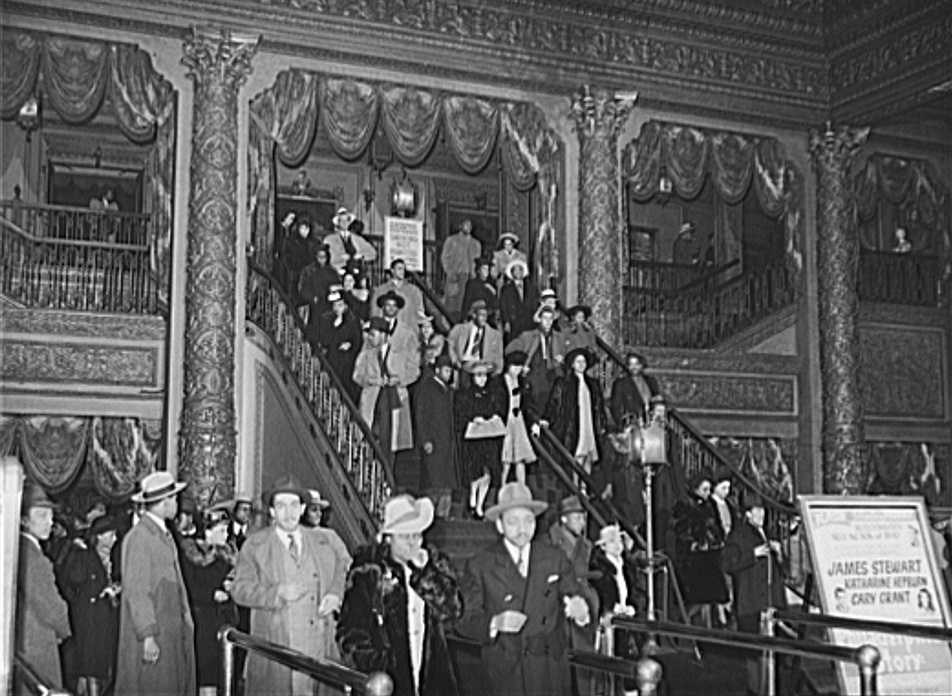
Multitud saliendo del antiguo Teatro Regal

El Centro está ubicado en una esquina histórica en el histórico vecindario de Bronzeville. La intersección en 47th Street y Dr. Martin Luther King, Jr. Drive (anteriormente South Park) fue en algún momento una de las intersecciones con más historia en la cultura afroamericana. Como la ubicación del antiguo Teatro Regal, fue sede de los íconos más destacados de la música afroamericana como Count Basie y Duke Ellington con regularidad. El rincón sirvió de alimento para los columnistas de chismes nacionales y para los sueños de la juventud afroamericana. El barrio de Bronzeville fue en un momento el centro de la vida cultural, empresarial y política de los negros de la ciudad. También fue el antiguo hogar de músicos famosos como Scott Joplin, Louis Armstrong, Jelly Roll Morton y Fats Waller, así como del legendario artista de blues Willie Dixon y muchos más.

## Características
El Centro Cultural Harold Washington tiene salas de reuniones corporativas privadas, para albergar talleres y recepciones. También cuenta con un atrio de dos pisos equipado con tres pantallas de plasma de 48 'para video. El centro cuenta con el Com-Ed Theatre y el Digital Media Resource Center. El centro tiene 3716 m² y tiene una estatua que mide 6 m del difunto alcalde en la entrada en la esquina de 47th Street y Dr. Martin Luther King Drive. El vestíbulo cuenta con ventanas de dos pisos que admiten luz natural, pisos de mármol, una escalera de caracol en blanco y negro, que parece un teclado de piano sinuoso. El Centro se configuró originalmente con un teatro de 1800 asientos, una galería de arte y un espacio de museo.
El Com-Ed Theatre actual es una instalación de espectáculos de 1000 asientos.
El Centro de recursos de medios digitales ofrece talleres de tecnología que son gratuitos para el público. El objetivo principal del centro es "fomentar un entorno que proporcione a los niños y las personas mayores de la comunidad de Bronzeville (y el lado sur de Chicago en general) experiencias prácticas impulsadas por la tecnología". El Centro de Recursos de Medios Digitales está patrocinado por el Instituto de Tecnología de Illinois, Comcast y Advance Computer Technical Group. El centro de vanguardia ofrece una red inalámbrica con una 2 km radio. El centro cuenta con banda ancha de Comcast y tiene capacidad de carga para ofrecer conciertos en línea desde el centro. El centro de computación tiene 30 estaciones de computación. El centro atiende a personas mayores, propietarios de pequeñas empresas y jóvenes locales.
Las 340 kg muestra al alcalde Washington luciendo autoritario con traje y corbata y hablando como si fuera un comité mientras aprieta un documento en su mano derecha y gesticula con la izquierda. La escultura también tiene una biografía del historial político, militar y académico de Washington en la parte inferior.

## Controversia
The Lakefront Outlook, un periódico semanal gratuito con una circulación de 12 000 ejemplares que informa sobre el vecindario de Bronzeville en Chicago, ganó un premio George Polk, uno de los honores más codiciados del periodismo, por sus informes de investigación sobre Dorothy Tillman (tercero) y Harold Washington. Centro Cultural. Estos informes se centran en las controversias posteriores a la construcción e ignoran los retrasos en la construcción y los sobrecostos. A pesar de estas controversias y su postura sobre la reforma ética, el senador Barack Obama respaldó a Tillman en su elección de 2007 en parte porque ella fue una de las primeras en apoyar la suya.

### Gestión
Jimalita Tillman, la hija de Dorothy Tillman, es la directora ejecutiva de Tobacco Road por la que le pagan 45 000 dólares. Los miembros actuales y anteriores de la junta de Tobacco Road incluyen a su hermano Bemaji Tillman; Otis Clay, músico de Chicago y amigo de Dorothy Tillman desde hace mucho tiempo; Robin Brown, exjefa de personal de Dorothy Tillman; Brenda Ramsey, colaboradora de campaña de la Organización Demócrata del 3.er Distrito de Tillman; y Terrence Bell, colaborador financiero de las campañas de Tillman.

### Abastecimiento
Algunos de los eventos que ha organizado el Centro están bajo escrutinio por violar la ley fiscal federal para organizaciones sin fines de lucro. El Servicio de Impuestos Internos prohíbe a las personas afiliadas a un grupo sin fines de lucro, y a sus familiares, realizar transacciones con fines de lucro con la alta gerencia de un grupo sin fines de lucro o miembros de su junta directiva. Jimalita Tillman es propietaria y opera el Spoken Word Café, ubicado directamente al norte del HWCC, que parece proporcionar servicio de cáterin para los eventos del HWCC. Eso es potencialmente una violación de la ley fiscal federal.

## Eventos
La gran gala de apertura contó con Roy Ayers liderando una Orquesta del Centro Cultural Harold Washington de 14 miembros. Entre los otros eventos organizados en el HWCC ha estado el patinador de velocidad campeón olímpico, Shani Davis, celebración que marca su regreso a los Estados Unidos después de los Juegos Olímpicos de Invierno de 2006 en marzo de 2006.
Además, del 23 al 25 de julio de 2006, se llevó a cabo en el centro una conferencia de tres días para conmemorar el 40 aniversario del Movimiento por la Libertad de Chicago. Los asistentes incluyeron a C. T. Vivian y Jesse Jackson, quienes dieron la conferencia final.
En septiembre de 2006, Black United Fund honró a Tillman y sus hijas Jimalita, Ebony y Gimel en una gala en el centro.
El edificio ha acogido varios conciertos de grupos como De La Soul, y ha acogido una fiesta de cumpleaños para Da Brat con invitados como Mariah Carey, Jermaine Dupri y Twista.
En julio de 2009, el Centro fue invadido para ver el memorial de Michael Jackson.